# Llengües tais

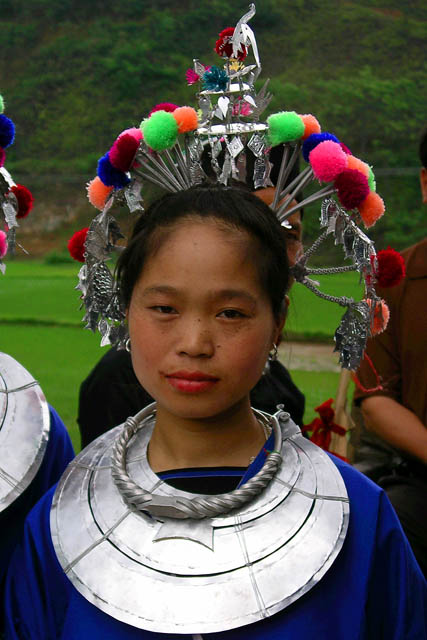
Dona del grup ètnic dong del sud de la Xina. Els dong parlen un idioma conegut com a Zhuang-Dong i classificat com a Kam-Tai

Les llengües tai són un subgrup de la família de llengües kra-dai. Aquests idiomes corresponen als grups de l'ètnia tai, formant un grup etnolingüístic.
Entre les llengües d'aquest subgrup cal mencionar el shan, parlat pel poble shan de Birmània, el zhuang del sud de la Xina, el lao, llengua oficial de Laos i el tailandès o "thai", llengua oficial de Tailàndia.

## Llista de les llengües tai
El nombre de llengües d'un grup està marcat entre parèntesis.
- Llengües tai centrals (6)
  - Zhuang meridional (Xina)
  - E (Xina)
  - Man cao lan (Vietnam)
  - Nung (Vietnam)
  - Tày (tho) - (Vietnam)
  - Ts'ün-lao (Vietnam)
- Llengües tai del centre-est (1)
  - Llengües tai del nord-oest (1)
    - Turung (Índia)
- Llengües tai septentrionals (4)
  - Zhuang septentrional (Xina)
  - Nhang (Vietnam)
  - Bouyei (buyi) - (Xina)
  - Tai mène (Laos)
- Llengües tai del sud-oest (32)
  - Tai ya (Xina)
  - Llengües tai del centre-est (10)
    - Llengües chiang saeng (8)
      - Tai dam (Vietnam)
      - Thai septentrional (lanna o kam mueang, thai yuan) - (Tailàndia, Laos)
      - Phuan (Tailàndia)
      - Thai song (Tailàndia)
      - Tailandès o "thai" (Tailàndia)
      - Tai hang tong (Vietnam)
      - Tai dón (Vietnam)
      - Tai daeng (Vietnam)
      - Tay Tac (Vietnam)
      - Thu Lao (Vietnam)

  - Llengües lao-phutai (4)
    - Lao (Laos)
    - Nyaw (Tailàndia)
    - Phu thai (Tailàndia)
    - Isaan (Tailàndia, Laos)

  - Llengües tai del nord-oest (9)
    - Ahom (Índia, llengua morta — l'assamès actual és una llengua indoeuropea)
    - Lü o dai
    - Shan